# Baker City
Baker City es una ciudad ubicada en el condado de Baker en el estado estadounidense de Oregón. En el año 2000 tenía una población de 9.860 habitantes y una densidad poblacional de 550.9 personas por km².

## Geografía

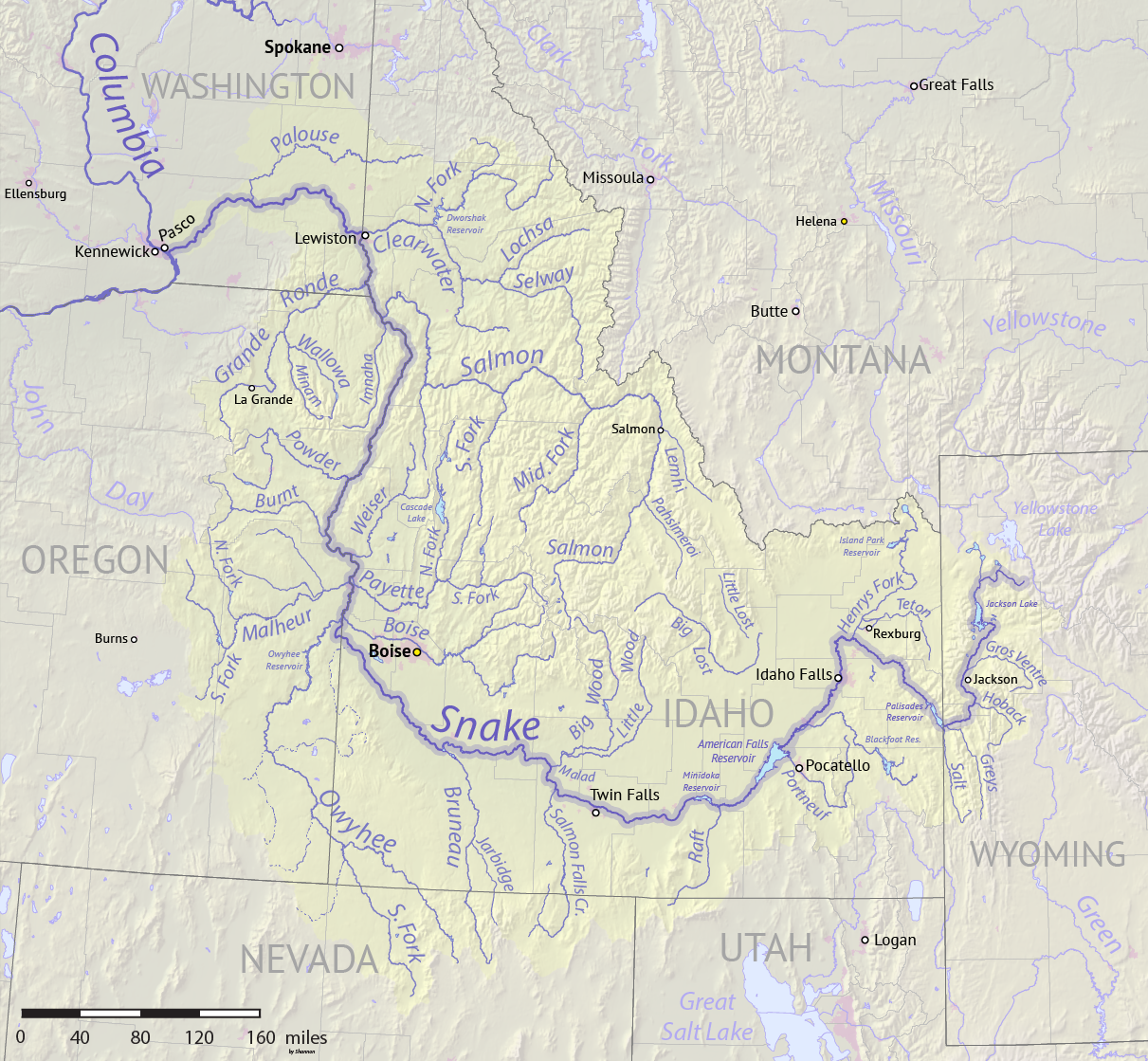
Mapa de la cuenca del río Snake donde se ve Baker City a la izquierda

Baker City se encuentra ubicada en las coordenadas 44°46′36″N 117°49′57″O / 44.77667, -117.83250.
Se encuentra entre las montañas Wallowa, las montañas Elkhorn y las Montañas Blue. El río Powder se encuentra a lo largo de su camino hacia el Río Snake, cerca del centro de la ciudad.

## Demografía
Según la Oficina del Censo en 2000 los ingresos medios por hogar en la localidad eran de $29,020, y los ingresos medios por familia eran $34,790. Los hombres tenían unos ingresos medios de $26,638 frente a los $20,313 para las mujeres. La renta per cápita para la localidad era de $14,179. Alrededor del 16.5% de la población estaban por debajo del umbral de pobreza.